# نخ‌شاخکان
نخ‌شاخکان(نام علمی: Nematocera) نام یک زیرراسته از راسته مگس است.